# Laxoplumeria macrophylla
Laxoplumeria macrophylla är en oleanderväxtart som först beskrevs av João Geraldo Kuhlmann, och fick sitt nu gällande namn av Monachino. Laxoplumeria macrophylla ingår i släktet Laxoplumeria och familjen oleanderväxter. Inga underarter finns listade i Catalogue of Life.